# Liste des préfets de l'Ariège
Liste des préfets l'Ariège depuis la création du département. Le siège de la préfecture est à Foix.

## Consulat et Premier Empire (An VIII- 1815)
| Période         | Période      | Identité                                   | Fonction précédente                                                     | Observation                                             |
| --------------- | ------------ | ------------------------------------------ | ----------------------------------------------------------------------- | ------------------------------------------------------- |
| 2 mars 1800     | 27 juillet   | Pierre-François Brun                       | Commissaire du gouvernement près l'administration centrale de l'Hérault | Passe à la retraite                                     |
| 27 juillet 1808 | 7 août 1810  | Henri Dupont-Delporte                      | Inspecteur général des vivres de la guerre                              | Nommé préfet du Taro                                    |
| 7 août 1810     | 10 juin 1814 | Aimé Jean François Chassepot de Chapelaine | Sous-préfet de San Remo                                                 | (première période) Disgracié à la première Restauration |

## Première Restauration
| Période      | Période      | Identité           | Fonction précédente | Observation                     |
| ------------ | ------------ | ------------------ | ------------------- | ------------------------------- |
| 10 juin 1814 | 6 avril 1815 | Scipion de Nicolaï | Préfet de la Doire  | En 1815 nommé préfet de l'Aisne |

## Cent-Jours
| Période      | Période | Identité         | Fonction précédente | Observation                                                          |
| ------------ | ------- | ---------------- | ------------------- | -------------------------------------------------------------------- |
| 6 avril 1815 | 6 août  | Julien Bessières | Préfet de l'Aveyron | Sera Maître des requêtes au conseil d'État, député et Pair de France |

## Seconde Restauration (1815-1830)
| Période         | Période         | Identité                                   | Fonction précédente       | Observation                                     |
| --------------- | --------------- | ------------------------------------------ | ------------------------- | ----------------------------------------------- |
| 17 juillet 1815 | 17 août 1815    | Jean-Pierre-Esprit Fornier de Savignac     | Maire de Savignac         | (préfet provisoire). Devient député de l'Ariège |
| 6 août 1815     | 13 juillet 1819 | Aimé Jean François Chassepot de Chapelaine |                           | (seconde période) Passe à la retraite           |
| 13 juillet 1819 | 27 août 1830    | Pierre-Joseph Vialètes de Mortarieu        | Député de Tarn-et-Garonne | Passe à la retraite                             |

## Monarchie de Juillet (1830-1848)
| Période          | Période          | Identité                                  | Fonction précédente                                          | Observation                                    |
| ---------------- | ---------------- | ----------------------------------------- | ------------------------------------------------------------ | ---------------------------------------------- |
| 27 août 1830     | 14 juillet 1833  | Jean-Raymond Prosper Gauja                | Homme de lettres ; gérant du National                        | Nommé préfet des Hautes-Alpes                  |
| 14 juillet 1833  | 12 novembre 1835 | Alexis de Monicault                       | Sous-préfet de Trévoux Maître des requêtes au Conseil d'État | Nommé préfet des Vosges                        |
| 12 novembre 1835 | 23 juillet 1837  | Jules Edmond Édouard Mazères              | Sous-préfet de Saint-Denis                                   | Nommé préfet de l'Aveyron                      |
| 23 juillet 1837  | 5 juin 1840      | Francisque Petit de Bantel                | Sous-préfet de Cambrai                                       | Nommé préfet du Cantal                         |
| 5 juin 1840      | 9 juillet 1843   | Jean Pascal                               | Préfet des Pyrénées-Orientales                               | Nommé préfet de Vaucluse                       |
| 9 juillet 1843   | 4 janvier 1847   | Guillaume Philippe Rébut de la Rhoëllerie | Préfet de l'Ain                                              | Démissionne pour raison de santé, pension      |
| 4 janvier 1847   | 13 décembre 1847 | Mathieu Fleury                            | Préfet des Landes                                            | Nommé préfet des Basses-Alpes                  |
| 14 décembre 1847 | février 1848     | Tiburce Foy                               | Sous-préfet de Bernay (Eure)                                 | Il résigne. En 1849, nommé préfet des Ardennes |

## Deuxième République (1848-1851)
| Période         | Période         | Identité                 | Fonction précédente                  | Observation                                                                                                   |
| --------------- | --------------- | ------------------------ | ------------------------------------ | --- |
| 29 février 1848 | 8 mars 1848     | Jean Firmin Darnaud      | Député de l'Ariège depuis 1842       | Élu représentant de l'Ariège, jusqu'à 1849                                                                    |
| 8 mars 1848     | 22 mars 1848    | Hippolyte Anglade        | Conseiller général de l'Ariège       | (première période). Élu représentant de l'Ariège                                                              |
| 22 mars 1848    | 15 juin 1848    | Victor Pilhes            |                                      | Élu représentant de l'Ariège                                                                                  |
| 15 juin 1848    | 10 juillet 1848 | Léon Hocdé               | Inspecteur d'académie de la Charente | |
| 10 juillet 1848 | 23 mai 1849     | Jean Auguste Bauguel     | Commissaire du gouvernement du Tarn  | |
| 23 mai 1849     | 28 juillet 1849 | Eugène Dominique de Béro |                                      | mort en fonction, du choléra                                                                                  |
| 3 août 1849     | 30 octobre 1851 | Pierre Marie Pietri      | Représentant de la Corse             | (Nommé le 7 mars 1851 préfet du Doubs, nomination rapportée le 3 avril 1851) Nommé préfet de la Haute-Garonne |
| 7 mars 1851     | 3 avril 1851    | Anatole de Ségur         | Auditeur au conseil d'État           | (nomination rapportée le 3 avril 1851) Nommé préfet de la Haute-Marne                                         |

## Second Empire (1851-1870)
| Période          | Période          | Identité                             | Fonction précédente                                    | Observation                               |
| ---------------- | ---------------- | ------------------------------------ | ------------------------------------------------------ | ----------------------------------------- |
| 30 octobre 1851  | 4 mars 1853      | Edmond Didier                        | Sous-préfet de l’arrondissement de Saint-Denis (Seine) |                                           |
| 4 mars 1853      | 6 novembre 1855  | Joseph Marie Pietri                  | Sous-préfet de Brest                                   | Nommé préfet du Cher                      |
| 6 novembre 1855  | 14 décembre 1860 | George Castaing                      | Préfet de la Vienne                                    | Nommé préfet de l'Aisne                   |
| 14 décembre 1860 | 25 juin 1864     | Joseph-Eugène Amelin                 | Sous-préfet de l'arrondissement de Sedan               | Nommé préfet de la Marne                  |
| 25 juin 1864     | 7 mars 1865      | Alfred Dubois de Jancigny            | Sous-préfet de Mulhouse                                | Nommé préfet de la Haute-Saône            |
| 7 mars 1865      | sans suite       | Henry Félix Tarreau                  | Préfet de la Haute-Saône                               | (non-installé). Nomme préfet de la Creuse |
| 18 avril 1865    | 1868             | Jacques Jean Marie de la Rousselière | Préfet de la Creuse                                    | Passe à la retraite                       |
| 4 août 1868      | 5 septembre 1870 | Armand Pihoret                       | Secrétaire général de la Gironde                       | Nommé préfet du Finistère                 |

## Troisième République (1870-1940)
| Période          | Période           | Identité                                          | Fonction précédente | Observation |
| ---------------- | ----------------- | ------------------------------------------------- | --- | --- |
| 5 septembre 1870 | 1er avril 1871    | Hippolyte Anglade                                 | | (Seconde période). Sera en 1877 député de l'Ariège, puis sénateur                                                |
| 23 avril 1871    | 21 octobre 1871   | Félix Saubot-Damborgès                            | Avocat à Bayonne | (en 1906 candidat aux élections législatives, non-élu)                                                           |
| 21 octobre 1871  | 26 mai 1873       | Michel Antoine Bertin Burin, dit Burin du Buisson | Sous-préfet de Vienne | Nommé préfet de la Somme                                                                                         |
| 28 mai 1873      | 19 décembre 1873  | André Joseph Brunel                               | Secrétaire général du Rhône | Nommé préfet d'Alger                                                                                             |
| 19 décembre 1873 | 1er novembre 1875 | Marie François Sauvage                            | Secrétaire général de la Gironde | Nommé receveur des finances à Rocroi                                                                             |
| 15 octobre 1875  | 13 mai 1876       | Félix Fernand De Biancour                         | Sous-préfet de Reims | Disponibilité; en 1877 nommé préfet de l'Allier                                                                  |
| 13 avril 1876    | non-installé      | Adolphe Frédéric Loreilhe de Lestaubière          | Sous-préfet de Castres, puis en 1873 appelé à d'autres fonctions | (sans suite) Nommé préfet des Hautes-Pyrénées                                                                    |
| 24 mai 1876      | 5 janvier 1877    | Jules Paul Edouard Mahias                         | Préfet d'Oran (1871-1873) | Nommé préfet des Deux-Sèvres                                                                                     |
| 5 janvier 1877   | 18 avril 1877     | Paul Duphenieux                                   | Préfet de la Vendée | Nommé préfet des Ardennes                                                                                        |
| 19 mai 1877      | 18 décembre 1877  | Jean Louis Aimé Lasserre                          | ancien sous-préfet en retraite | démission |
| 18 décembre 1877 | 1er mars 1879     | Paul Adrien d'Artigues                            | Sous-préfet de Lisieux | Henry, démissionne le 7 avril 1879                                                                               |
| 15 mars 1879     | non-installé      | Charles Henri Monod                               | Préfet du Gers | (sans suite) |
| 25 mars 1879     | 12 janvier 1880   | Léon Jean Louis Camille Parisot                   | Sous-préfet de Reims | (procédure Lasserre (préfet en 1877) contre Parisot                                                              |
| 12 janvier 1880  | 1er juillet 1881  | Jean Antoine Ernest Girard                        | Sous-préfet de Cambrai | Passe en disponibilité                                                                                           |
| 27 juin 1881     | 1er mai 1882      | Alexandre Pierre François Vimont                  | Préfet du Cantal | Passe en disponibilité                                                                                           |
| 1er mai 1882     | 25 avril 1885     | Henri Martial Auguste Paul                        | Secrétaire général du Rhône | Nommé préfet du Var                                                                                              |
| 25 avril 1885    | 13 août 1892      | Joseph Toussaint Jules Henry De Malherbe          | Préfet des Deux-Sèvres | Nommé préfét de la Creuse                                                                                        |
| 13 août 1892     | 18 octobre 1898   | Alpinien Pabot-Chatelard                          | Préfét de la Creuse | Passe en retraite                                                                                                |
| 18 octobre 1898  | 4 décembre 1900   | Gabriel Théophile Arsène Alphonse Fourcy          | Préfet de la Haute-Saône | Nommé préfet des Côtes-du-Nord                                                                                   |
| 4 décembre 1900  | 31 mai 1902       | Marcel François Delanney                          | Secrétaire général du gouvernement général de l'Algérie | Nommé préfet de la Sarthe                                                                                        |
| 3 juin 1902      | 30 juillet 1906   | Adrien Charles Alphonse Letailleur                | Secrétaire général du Nord | appelé à d'autres fonctions                                                                                      |
| 13 juillet 1906  | 10 juin 1909      | Pierre Paul Gaston Boudet                         | Sous-préfet de Saintes | Nommé préfet des Hautes-Alpes                                                                                    |
| 10 juin 1909     | 19 octobre 1909   | Louis Thibon                                      | Sous-préfet de Sedan | Nommé préfet de l'Ardèche                                                                                        |
| 19 octobre 1909  | 3 octobre 1910    | Yvan Fortuné Léonce Lapaine                       | Préfet du Gers | Nommé préfet de la Haute-Loire                                                                                   |
| 3 octobre 1910   | 7 juillet 1914    | Albert Marie Georges Henry                        | Secrétaire général des Alpes Maritimes | Nommé préfet de la Corse                                                                                         |
| 7 juillet 1914   | 13 août 1918      | Ivan Marie René Laporte                           | Chef de Cabinet du ministre René Renoult | Nommé préfet des Vosges                                                                                          |
| 13 août 1918     | non-installé      | Achille Joseph Henri Villey-Desmeserets           | Sous-préfet des Sables-d'Olonne, puis aux armées (Préfet des Hautes-Pyrénées, maintenu aux armées)                                                                              | (maintenu aux armées) (Nommé préfet de Loir-et-Cher, maintenu aux armées) Nommé en 1919 préfet de la Haute-Saône |
| 13 août 1918     |                   | Charles Emart Alexis                              | Secrétaire général de Seine-et-Oise | (ad interim, définitif 12 septembre 1918)                                                                        |
| 28 mars 1920     | 12 octobre 1922   | Marcel Bernard                                    | Sous-préfet de Pontoise | Nommé préfet de Loir-et-Cher                                                                                     |
| 12 octobre 1922  | 24 octobre 1925   | Aimé Edgard Marie Paul Lafargue                   | Sous-préfet de Soissons | Nommé préfet de la Mayenne                                                                                       |
| 24 octobre 1925  | 4 février 1926    | Louis André Gaussorgues                           | Sous-préfet de Bernay | Nommé préfet du Cantal                                                                                           |
| 4 février 1926   | 5 février 1926    | Louis Henri Paul Tisseau                          | Détaché auprès du ministre des affaires étrangères, premier adjoint de district à la délégation supérieure de la Haute commission interalliée des territoires rhénans à Trêves. | (Nomination pro ordre). Passe en disponibilité                                                                   |
| 5 février 1926   | 19 février 1929   | François Constant Eugène Graux                    | Sous-préfet de Saint-Nazaire, maintenu aux armées | (gravement blessé à l'Hartmannswillerkopf) Nommé préfet de la Mayenne                                            |
| 19 février 1929  | 6 janvier 1931    | Emile André Victor Idoux                          | Secrétaire général de la Gironde | Nommé préfet de la Mayenne                                                                                       |
| 6 janvier 1931   | 23 avril 1933     | Jean Paul André Henri Moulonguet                  | Sous-préfet de Saintes | Nommé préfet du Cher                                                                                             |
| 29 avril 1933    | 19 mai 1934       | Raoul Stéphane Moreau                             | Sous-préfet de Boulogne-sur-Mer | Nommé préfet de la Vendée                                                                                        |
| 19 mai 1934      | non-installé      | Roger Édouard Verlomme                            | Secrétaire général du Nord | Nommé préfet des Landes                                                                                          |
| 12 juin 1934     | 9 juillet 1937    | Paul Dupuy                                        | Secrétaire général du Pas-de-Calais | Nommé préfet des Vosges                                                                                          |
| 9 juillet 1937   | 17 septembre 1940 | Gaston Albert Jammet                              | Secrétaire général du Gard | Nommé préfet de la Vendée                                                                                        |

## Régime de Vichy sous l'Occupation (1940-1944)
| Période           | Période          | Identité                    | Fonction précédente                    | Observation                                     |
| ----------------- | ---------------- | --------------------------- | -------------------------------------- | ----------------------------------------------- |
| 17 septembre 1940 | 6 décembre 1941  | Fernand Georges Bidaux      | Préfet de la Haute-Marne               | Retraite. Sera réintégré préfet après la guerre |
| 14 novembre 1941  | 28 octobre 1943  | Pierre Monzat               | Secrétaire général de la Haute-Garonne | Nommé préfet des Deux-Sèvres                    |
| 28 octobre 1943   | 17 novembre 1944 | Henri Albert Ferdinand Cons | Secrétaire général de Maine-et-Loire   | Suspendu de ses fonctions                       |

## République du Gouvernement provisoire de la République française et de la Quatrième République (1944-1958)
| Période          | Période          | Identité                       | Fonction précédente                                               | Observation                                                     |
| ---------------- | ---------------- | ------------------------------ | ----------------------------------------------------------------- | --------------------------------------------------------------- |
| 6 août 1944      | 1er avril 1946   | Ernest De Nattes               | Résistant dans les réseaux Kasanga et Kléber-Vénus                | Nommé délégué dans les fonctions de Gouverneur de la Guadeloupe |
| 20 mars 1946     | 30 juillet 1947  | Louis Feyfant                  | Sous-préfet de Libourne                                           | Nommé préfet de Maine-et-Loire                                  |
| 30 juillet 1947  | 6 septembre 1956 | Edmond Antoine Dauzet          | Secrétaire général, puis préfet ad intérim de la Seine-Inférieure | Nommé préfet de l'Allier                                        |
| 6 septembre 1956 | 25 août 1958     | Francis Jean-Baptiste Coiffard | Chargé de mission au cabinet du ministre Jean Gilbert-Jules       | Nommé préfet de la Creuse                                       |

## Cinquième République (depuis 1958)
| Période           | Période           | Identité                       | Fonction précédente | Observation |
| ----------------- | ----------------- | ------------------------------ | --- | --- |
| 24 août 1958      | 12 janvier 1963   | Georges Joseph                 | Préfet de Batna | Préfet en mission                                                                                                |
| 12 janvier 1963   | 20 septembre 1965 | Jacques Marcel Henri Juillet   | Attaché de cabinet de Louis Joxe, ministre d'État chargé des affaires algériennes ),                                                                                  | Nommé préfet de la région Limousin et de la Haute-Vienne                                                         |
| 17 septembre 1965 | 18 octobre 1968   | Paul René Marcel Villeneuve    | Préfet de la Corrèze | Congé spécial |
| 18 octobre 1968   | 29 octobre 1971   | Marc Gorsse                    | Secrétaire général des Alpes-Maritimes | Nommé préfet de l'Allier                                                                                         |
| 29 octobre 1971   | 30 octobre 1972   | Roger Bellion                  | Secrétaire général de la zone de défense Sud-Ouest | (Plus connu sous son nom de plume Roger Rabiniaux) Nommé secrétaire général de la zone de défense de Paris       |
| 30 octobre 1972   | 25 avril 1977     | Alex Marcel Gobin              | Sous-préfet de Thionville | Nommé préfet délégué pour la police auprès du préfet du Nord                                                     |
| 25 avril 1977     | 13 juillet 1979   | Raymond-François Le Bris       | Professeur titulaire à l'université de Bretagne-Occidentale | Nommé préfet de l'Ain                                                                                            |
| 15 août 1979      | 7 août 1981       | Philippe Marie Denis           | Sous-préfet de Valenciennes | Nommé préfet des Alpes-de-Haute-Provence                                                                         |
| 7 août 1981       | 22 juin 1983      | Jean Biacabe                   | Préfet du Territoire de Belfort | Nommé préfet de la Dordogne                                                                                      |
| 22 juin 1983      | 6 mars 1985       | Claude Guizard                 | Sous-préfet de Mulhouse | Nommé préfet de l'Ain                                                                                            |
| 8 mars 1985       | 21 novembre 1986  | Pierre Jean Edouard Blanc      | Préfet de Lot-et-Garonne | Congé spécial |
| 26 novembre 1986  | 15 février 1989   | Jean-François Seiller          | Sous-préfet de Raincy | Nommé Préfet de Loir-et-Cher                                                                                     |
| 31 janvier 1989   | 17 janvier 1990   | Michel Soulier                 | Préfet des Hautes-Alpes | Congé spécial |
| 11 mars 1990      | 22 février 1992   | Christian Frémont              | | Nommé directeur adjoint du cabinet de Paul Quilès                                                                |
| 22 février 1992   | 27 juillet 1994   | Bernard Puydupin               | secrétaire général de la Gironde | Nommé préfet de la Mayenne                                                                                       |
| 27 juillet 1994   | 8 juillet 1995    | Jean-François Gueullette       | Conseiller technique au secrétariat général de la présidence de la République                                                                                         | Nommé préfet hors cadre                                                                                          |
| 8 juillet 1995    | 7 octobre 1997    | Christian Galliard de Lavernée | Secrétaire général des Hauts-de-Seine | Nommé directeur général de l'administration auprès du ministre de l'agriculture et de la pêche                   |
| 7 octobre 1997    | 25 juin 2000      | Philippe Zeller                | Ministre plénipotentiaire de 2e classe, directeur des affaires budgétaires, administratives et financières au ministère des affaires étrangères                       | Nommé ambassadeur itinérant délégué à l'environnement                                                            |
| 25 juin 2000      | 3 août 2003       | Pierre Soubelet                | Secrétaire général des Bouches-du-Rhône | Nommé préfet des Landes                                                                                          |
| 3 août 2003       | 28 juillet 2004   | Éric Delzant                   | Préfet de la Haute-Corse | Nommé préfet hors cadre                                                                                          |
| 28 juillet 2004   | 1er février 2007  | Yves Guillot                   | Préfet délégué pour la sécurité et la défense auprès du préfet de la région Rhône-Alpes, préfet de la zone de défense Sud-Est, préfet du Rhône                        | Nommé préfet de la Haute-Marne                                                                                   |
| 1er février 2007  | 4 juillet 2009    | Jean-François Valette          | Ambassadeur extraordinaire et plénipotentiaire de la République française auprès de la république du Cameroun                                                         | Nommé ambassadeur extraordinaire et plénipotentiaire de la République française auprès de la république du Congo |
| juillet 2009      | 17 juin 2011      | Jacques Billant                | Directeur du cabinet du préfet de la région Provence-Alpes-Côte d'Azur, préfet de la zone de défense Sud, préfet des Bouches-du-Rhône                                 | Nommé préfet de la Dordogne                                                                                      |
| 17 juin 2011      | 19 juillet 2013   | Salvador Pérez                 | Secrétaire général de la préfecture du Nord | Nommé préfet de la Charente                                                                                      |
| 19 juillet 2013   | 12 juin 2015      | Nathalie Marthien              | Adjointe au directeur à la direction de l'administration générale et de la modernisation des services (Ministère du Travail et autres ministères)                     | (Première femme occupant le poste de préfet de l’Ariège) Nommé préfète des Landes                                |
| 19 juin 2015      | 7 juillet 2018    | Marie Lajus                    | Préfet délégué pour l'égalité des chances auprès du préfet de la région Provence-Alpes-Côte d'Azur                                                                    | Nommé préfète de la Charente                                                                                     |
| 7 juillet 2018    | 25 novembre 2020  | Chantal Mauchet                | Inspectrice générale de l'administration, sous-directrice du pilotage des services déconcentrés à la direction des services administratifs et financiers des services | Nommée préfète de Tarn-et-Garonne                                                                                |
| 25 novembre 2020  | 21 août 2023      | Sylvie Danielo-Feucher         | Préfète déléguée auprès du représentant de l'État dans les collectivités de Saint-Barthélemy et de Saint-Martin                                                       | |
| 21 août 2023      |                   | Simon Bertoux                  | Conseiller technique aux affaires intérieures au cabinet de la Première ministre                                                                                      | |